# 変身 (ROLLYの曲)
「変身」（へんしん）は、日本の歌。2000年4月 - 5月に、NHKの音楽番組『みんなのうた』で放送された。作詞・作曲・編曲・歌：ROLLY。

## 概要
2000年5月24日に発売されたシングル曲であり、誰にでも訪れる「変身」の時を待ち望む楽曲である。番組では5分1曲枠で放送された。
ROLLYは本曲について2011年に発売された自身の著書「みんなとちがっていいんだよ」の中で「今の自分には分からなくても、その日は必ずやってくる。目の覚めるような新しい自分に生まれ変われる日がやってくると信じて、今日一日を生き抜こう」と決意し自身が当時受けていたいじめを苦に思わなくなった経験をベースに作曲したことを明かしている。
楽曲の冒頭から20小節はGコードのみで構成されており、元「みんなのうた」プロデューサーの川崎龍彦はこれを大変優れた音楽的仕掛けであると評している。
映像は実写であり、地球や月、世界各国の人々の生活風景（主に労働風景）が映し出されるものとなっている。
2010年に発売されたROLLYのベストアルバム「GOLDEN☆BEST ROLLY」にも収録されている。
初回放送から17年後の2017年4月 - 5月に初めて再放送が行われた。